# Frances Nero
Frances Nero (* 13. März 1943 als Willie Frances Peak in Asheville, North Carolina; † 28. November 2014 in Detroit, Michigan) war eine US-amerikanische Soul- und Jazz-Sängerin.

## Biografie
Frances Nero wurde 1943 in Asheville im US-Bundesstaat North Carolina geboren, wo sie die Stephens-Lee High School besuchte. Schon in frühen Jahren sang sie in örtlichen Gruppen und trat im Radio auf. 1960 heiratete sie den aus Detroit stammenden Johnny Nero, zog zu ihm nach Detroit und hatte zwei Kinder mit ihm. In Detroit sang sie Jazzstücke in Nachtclubs. Sie machte die Bekanntschaft der neuen Girlgroup The Casinyets, die für einen Talentwettbewerb an der Inkster High School probten. Sie nahm an der Probe teil, wurde aber kein permanentes Mitglied. Aus den Casinyets wurden später die Marvelettes, Motowns erste erfolgreiche Girlgroup.
Im Juni 1965 gewann sie mit dem Shirelles-Stück Everybody Loves a Lover den jährlichen Talentwettbewerb des Detroiter Radiosenders WCHB und erhielt als Preis ein Dutzend langstielige rote Rosen, 500 US-Dollar sowie einen Plattenvertrag bei Motown. Sie wurde zudem als erste Künstlerin bei Soul Records, einem neuen Ableger Motowns, unter Vertrag genommen. Der von James Dean, William Weatherspoon und William „Mickey“ Stevenson geschriebene Song Keep On Lovin' Me kam am 11. März 1966 als Neros erste (und einzige) Motown-Single auf den Markt. Der Begleitgesang stammt von den Originals und den Andantes. Das Lied war ursprünglich für die Marvelettes gedacht gewesen, die es nicht aufnehmen wollten.
Obwohl Nero insgesamt drei Jahre bei Motown blieb, erschienen keine weiteren Platten, sodass sie darum bat, aus dem Vertrag entlassen zu werden. Mit Raynoma Gordy und Gino Parks nahm sie anschließend Lady in Waiting und drei andere Stücke für Shrine Records auf, von denen keines veröffentlicht wurde. In den 1970er und 1980er Jahren widmete sich Nero vorrangig ihren Kindern und ihrer gesundheitlich angeschlagenen Mutter. Außerdem besuchte sie eine Kosmetikschule und arbeitete für Modeshows. 1976 heiratete sie erneut und 1978 wurde sie zum dritten Mal Mutter.
1989 wurde Nero von dem britischen DJ, Produzenten und Songwriter Ian Levine wiederentdeckt, der gerade seine eigene Plattenfirma Motorcity Records gegründet hatte. Levine war ein Anhänger der Northern-Soul-Szene und hatte es sich zum Ziel gemacht, neue Soul-Platten mit ehemaligen Motown-Künstlern zu produzieren. Das von dem früheren Motown-Songwriter Ivy Jo Hunter geschriebene Stück Footsteps Following Me wurde ihre erste Single nach 24 Jahren und erreichte im April 1991 Platz 17 der britischen Single-Charts. Britische DJs bezeichneten den Song als „die Soul-Hymne der 1990er Jahre“. Es folgten zwei Alben bei Motorcity Records sowie Auftritte bei Top of the Pops, in der Terry Wogan Show, der Joan Rivers Show und bei The Hitman and Her.
Auf ihrem selbstgegründeten Label AJA Records erschienen später die Single Love Ride (1996) und das Album Frances Nero Salutes Queen of the Blues Dinah Washington. 2006 veröffentlichte sie ihre Audiobiografie Mountains, Motown & Motion Pictures auf DVD. Außerdem schrieb sie mehrere Drehbücher, darunter Reject Island und The Passing of Ezra Hazlette. Frances Nero starb im November 2014 im Alter von 71 Jahren in Detroit.

## Diskografie

### Studioalben
- 1990: Out on the Floor (Motorcity MOTCLP 44)
- 1991: Footsteps Following Me (Motorcity CDMOTC LP 71)
- 2007: Frances Nero Salutes Queen of the Blues Dinah Washington (AJA Records)

### Singles
- 1966: Keep On Lovin' Me / Fight Fire with Fire (Soul S-35020)
- 1990: Footsteps Following Me / Footsteps Following Me (Instrumental) (Motorcity MOTC 24)
- 1991: Making My Daydream Real / Nowhere to Go but Up (Motorcity MOTC 80)
- 1996: Love Ride / It Ain't the Same without You (AJA Records FN396CD)
- 2002: Footsteps (Pharmacy Allstars Mix) / Footsteps (Ultra Dub) (suSU 12SUSU10P)

### Compilations
- 1996: The Best of Frances Nero (Motorcity HTCD 7730-2)